# 天主教卡哈馬卡教區
天主教卡哈馬卡教區（拉丁語：Dioecesis Caiamarcensis）是秘魯一個羅馬天主教教區，屬特魯希略總教區。
教區1908年4月5日，包括卡哈馬卡大區八省。2006年有教友804,000人（佔轄區總人口95.3%）、卅八個堂區、六十五名司鐸。現任教區主教為若瑟·卡梅洛·馬丁內斯·拉薩羅。